# Glenn Robinson III
Glenn Alan Robinson III (Gary, Indiana; 8 de enero de 1994) es un jugador de baloncesto estadounidense que actualmente se encuentra sin equipo. Con 1,98 metros de altura, juega en la posición de alero.
Es hijo de Glenn Robinson, quien fue primera selección del Draft de la NBA de 1994. En el All-Star Weekend de 2017, se proclamó campeón del concurso de mates.

## Trayectoria deportiva

### Primeros años e instituto
Robinson nació con un pesó de 1,5 kg, tres meses antes de tiempo de su madre soltera, Shantelle Clay en el hospital metodista en Gary, Indiana. Pasó su dos primeros meses en una incubadora (con una pelota miniatura de baloncesto), hasta que pesó cerca de 3 kg. A los tres años participó en la liga de baloncesto para niños y jóvenes YMCA en Hammond, Indiana. Asistió a la escuela Grimmer Middle School y posteriormente a la Lake Central High School. Por entonces medía 1,68 m. en séptimo grado y 1,85 dos años después de su primer año en el instituto. Siguió creciendo hasta llegar al 1,97 en su tercer año.
En su primer año, en el instituto Lake Central anotó un tiro de media cancha para ganar un partido. Ese año se obsesionó con machacar el balón e incluso compró zapatillas especiales y usó pesas para los tobillos para hacer su sueño realidad. En ese momento, su padre vivía en Atlanta y Robinson creció con su madre, Shantelle Clay-Irving y su hermano menor Gelen.
En su segundo año, fue seleccionado en el mejor quinteto de la zona después de haber liderado al instituto Lake Central en anotación. A principios de 2010, recibió su primera oferta de beca de la Universidad de Valparaíso. El 14 de septiembre de 2010, Robinson se convirtió en el primer compromiso verbal de la Universidad de Míchigan de la clase de 2012. En ese momento, tenía ofertas de becas de la Universidad de Colorado, Valparaíso, Universidad Estatal de Missouri, IUPUI y la Universidad Estatal de Indiana. El 5 de febrero de 2011, Robinson registró su récord personal de 39 puntos contra el instituto de Chicago Este con 14 de 19 tiros anotados. Este fue el primer partido del instituto al que su padre asistió. En 2011 contra el instituto Munster High School, Robinson anotó 31 puntos en la victoria en tiempo extra 54-53, pero falló un tiro libre en los últimos segundos del partido.
Robinson y Mitch McGary habían sido amigos antes de ingresar en Michigan. Ambos decidieron ser compañeros de habitación en Michigan. Robinson comenzó a despuntar en su último año. En enero de 2012, lideró a su instituto Lake Central a una victoria de 71-47 sobre el Menomonee Falls High School, donde jugaba J.P. Tokono, futuro miembro de Carolina del Norte, en el torneo Brandon Jennings Invitational de Milwaukee. Robinson ganó el premio MVP con 33 puntos, mientras que Tokono registró 28 puntos. Esa misma temporada, Robinson lideró a su instituto a su primer campeonato de sección desde 1997 con una actuación de 24 puntos en la victoria de 63-37 sobre el instituto de Highland. El camino hacia el título incluyó una revancha 66-56 contra Munster. Robinson recibió una mención honorífica en la mejor selección estatal de Associated Press.
Después de la temporada, Robinson fue invitado a participar en el campeonato All-American, junto con su futuro compañero de equipo McGary en Nueva Orleans, el 1 de abril de 2012. ´Consiguió 16 puntos y 4 rebotes para ganar el MVP del partido. Fue un estudiante incluido en el cuadro de honor en el instituto. Quedó en cuarto lugar en la votación para el premio Indiana Mr. Basketball detrás de Gary Harris, Yogi Ferrell y Kellen Dunham. Harris y Ferrell, quienes firmaron con sus rivales en la Big Ten Conference (Michigan State e Indiana, respectivamente), ambos fueron seleccionados como participantes del McDonald's All-American Game. Fue finalista en el concurso de mates BallIsLife del McDonald's All-American Game el 7 de abril. Fue seleccionado como miembro de los All-Stars de Indiana y realizó un buen partido tanto en ataque como en defensa contra los All-Stars de Kentucky.

### Universidad

#### Primera temporada

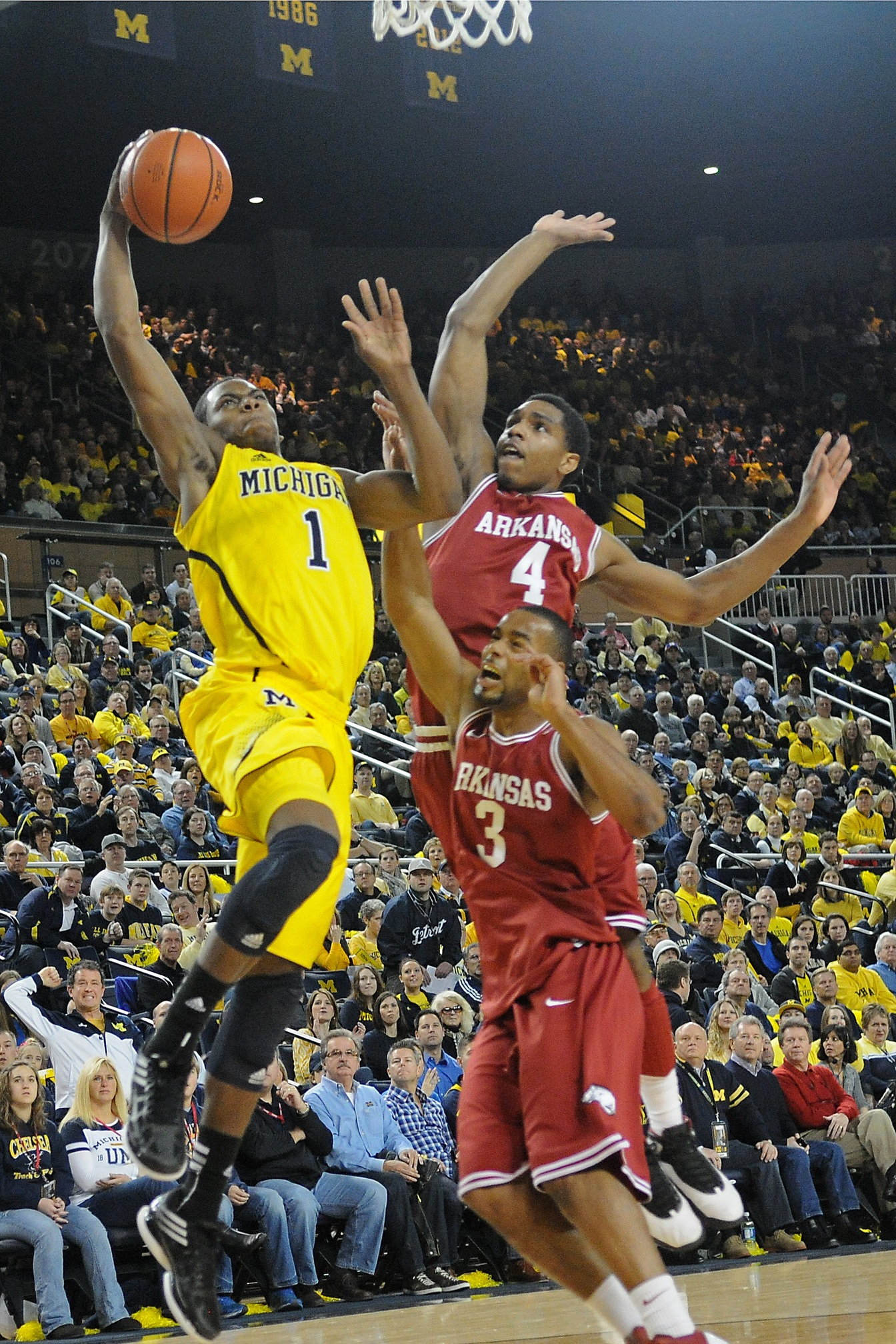
Robinson atacando el aro el 8 de diciembre de 2012.

Robinson comenzó su carrera en Michigan en la alineación titular el 9 de noviembre. Durante su primer año, su equipo jugó defensa individual, y a él generalmente le asignaban marcar a ala-pívots, a pesar de que era un finalizador de contraataques en ataque que se aprovechaba de los desajustes de la media cancha. En su primer partido de su carrera, Robinson casi registró un doble-doble con diez puntos y ocho rebotes en la victoria por 100-62 contra la Universidad Slippery Rock. En su segundo partido, Robinson anotó 21 puntos, al hacer sus primeros ocho tiros de campo en la victoria 91-54 contra los IUPUI Jaguars el 12 de noviembre. El 23 de noviembre, registró 12 rebotes en la victoria del partido de campeonato en el torneo NIT Season Tip-Off contra Kansas State. Con Tim Hardaway Jr. y Jon Horford marginados por lesiones el 29 de diciembre contra Central Michigan, Robinson consiguió su segundo partido de 20 puntos de toda su carrera.
El 3 de enero, contribuyó 10 puntos contra Northwestern en la apertura de la temporada 2012-13 de la Big Ten Conference. El 6 de enero, Robinson registro 20 puntos y 10 rebotes contra Iowa, para lograr su primer doble-doble en su carrera. Fue el primer freshman (debutante) de Michigan en lograr 20 puntos y 10 rebotes desde que LaVell Blanchard lo lograra tres veces para el equipo en la temporada 1999-2000. El 7 de enero, ganó el reconocimiento freshman (debutante) de la semana de la Big Ten Conference. Michigan derrotó a Purdue 68-53 el 24 de enero y a Illinois 74-60 el 27 de enero. Con esas dos victorias Michigan logró el primer récord 19-1 en su historia. En la semana, Robinson ganó su segundo reconocimiento de freshman (debutante) de la semana de la Big Ten Conference del 28 de enero, debido a un par de actuaciones de 12 puntos sobre el 71.4% de tiros en la que promedio 8 rebotes. Ese mismo día, Michigan era el número uno en la encuesta de la Associated Press con 51 de 65 votos en la primera ronda. Fue la primera vez que Michigan ocupó la cima en la encuesta de la Associated Press desde que el Fab Five del 1992-93 lo logró el 5 de diciembre de 1992. El 31 de enero, Robinson y Nik Stauskas fueron nombrados en la lista de los 12 mejores de la mitad de temporada para el Premio USBWA al Freshman Nacional del Año.
El 17 de febrero contra Penn State, Robinson igualó su récord personal de 21 puntos y sumó su segundo doble-doble al añadir 10 rebotes. Robinson anotó su récord personal de 9 tiros libres en 11 intentos y obtuvo el mejor día de su carrera en tiros de campo con 6-de-6, superando el anterior de 4-de-4. Fue incluido en el mejor quinteto freshman (debutante) y recibió una mención honorífica de la conferencia por parte de los entrenadores de la temporada 2012-13 de la Big Ten Conference.

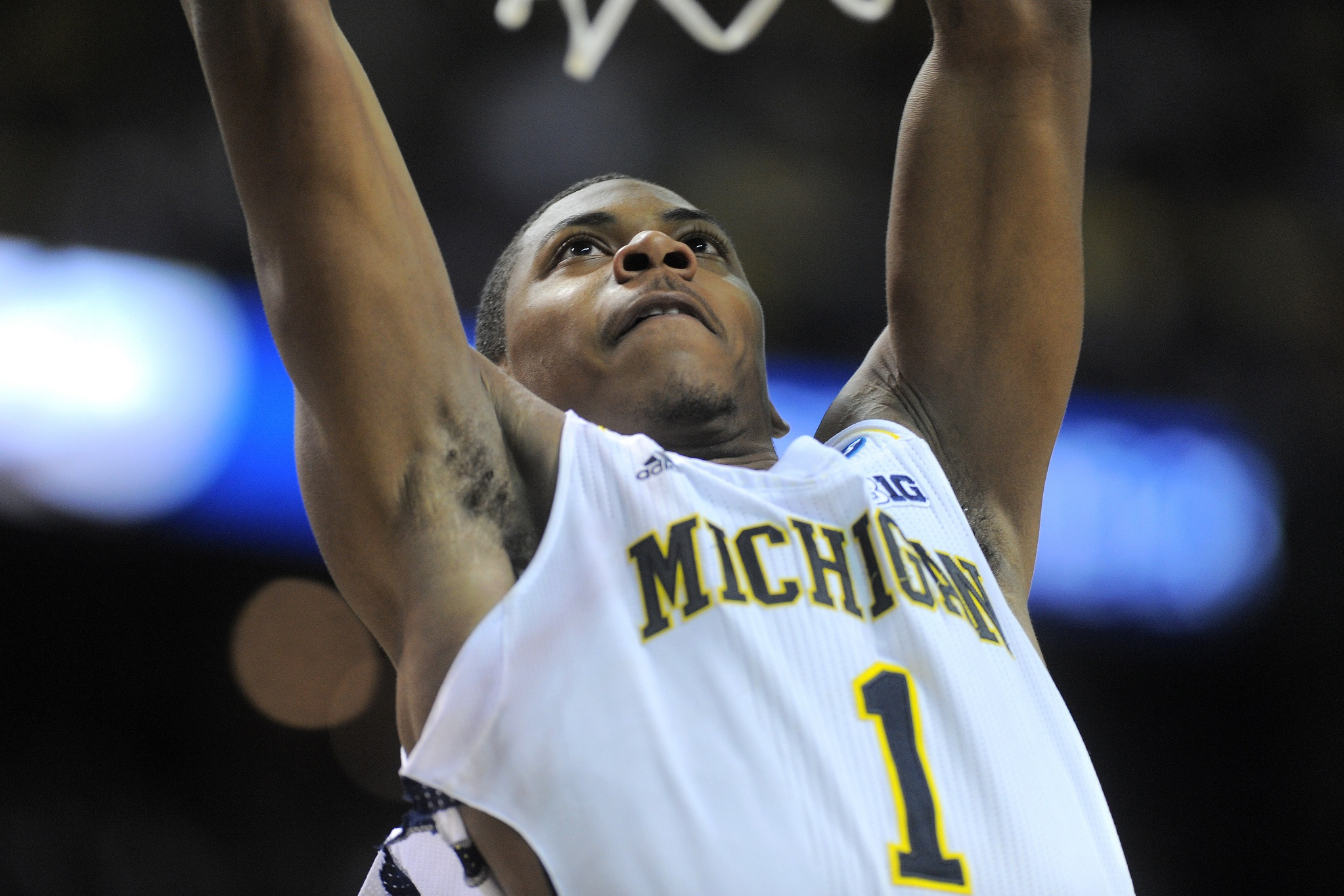
Robinson durante el Campeonato de la División I de Baloncesto Masculino de la NCAA de 2013.

Como cabeza de serie número 4 del Campeonato de la División I de Baloncesto Masculino de la NCAA, Michigan derrotó a su primer oponente en el torneo, South Dakota State, 71-56. Robinson volvió a igualar su récord personal de 21 puntos. La victoria número 27 de la temporada le dio al equipo su mejor racha de victorias en 20 años y marco el récord personal de la carrera del entrenador John Beilein. Michigan había mantenido una estrecha ventaja, 30-26 de en la mitad, pero Robinson anotó un tiro de 3 puntos al inicio de la segunda mitad. Anotó los primeros once puntos de Michigan en la segunda mitad, mientras que South Dakota State solo anotó un tiro de campo en ese momento. En los dos primeros partidos del torneo contra South Dakota State y VCU, Robinson lanzó un combinado de 15 de 19 tiros. El 29 de marzo contra Kansas, Robinson contribuyó con 13 puntos y 8 rebotes, con lo que su promedio en tres partidos en el torneo fue de 16 puntos y 7,7 rebotes. Durante el último tiempo muerto con 3:47 por jugarse, Michigan perdía por 10 puntos, y Robinson se convirtió en el líder vocal del equipo por primera vez como un Wolverine recordando a sus compañeros del equipo en centrarse en su defensa. Con Michigan abajo por 5 puntos, después de un intento fallado de tres puntos de Tim Hardaway Jr., atrapó el rebote ofensivo y anotó una bandeja en reverso con 35 segundos por jugar. Un parcial de 14-4 de Michigan en los 2:52 minutos finales forzó la prórroga que finalizó en victoria. El 1 de abril, fue uno de dos jugadores de la Big Ten (junto con Gary Harris) nominado en la lista de los 21 hombres para el mejor equipo freshman (debutante) Kyle Macy All-America. Michigan llegó a la final del campeonato nacional el 8 de abril, donde perdió contra Louisville con un resultado de 82-76, a pesar de los 12 puntos de Robinson.

#### Draft de la NBA de 2013
El 9 de abril, antes de abordar el avión para regresar a casa de la Finar Four de la NCAA, su entrenador Beilein se reunió con Trey Burke, Hardaway, Robinson y McGary para solicitar la admisión en el draft como jugadores no graduados por parte del comité asesor de la NBA. La junta del draft tenía hasta el 15 de abril y el desarrollo de cada informe individual y los jugadores tenían hasta el 28 de abril para entrar al draft. Varias fuentes lo señalaron como una probable selección de primera ronda en el draft de la NBA, así que había muchas especulaciones acerca de que si iba a entrar en el draft. El 18 de abril, Robinson y McGary celebraron una conferencia de prensa conjunta para anunciar que no iban a entrar al draft. Esto se produjo después de que sus compañeros Burke y Hardaway entraron al draft los días 14 y 17, respectivamente. Robinson fue aconsejado por su madre, su abuela materna Carolyn Crawford y otros, de no entrar al draft.

#### Segunda temporada
Robinson rechazó una invitación para ser probado por la selección de Estados Unidos que compitió en el Campeonato Mundial FIBA Sub-19 de 2013, optando en su lugar por asistir a la academia de habilidades Nike (Nike Skills Academy) para los jugadores de ala que ofrecen el Kevin Durant Skills Academy y el LeBron James Skills Academy. Durante el entrenamiento, se convirtió en el primer jugador en la historia del baloncesto de Michigan que logró el máximo fuera de 12 pies y 3 pulgadas (3,73 metros) en el aparato que se utiliza para medir el salto vertical.
Robinson fue mejor selección de la Big Ten de la pretemporada tanto en la encuesta oficial publicada por la propia conferencia como en la encuesta no oficial publicada por la Big Ten Network. Robinson estaba en la lista de la pretemporada de los 50 para el premio Naismith y el Premio John R. Wooden.
El 8 de noviembre, Robinson igualó su récord personal de 4 asistencias y 3 robos contra UMass Lowell en un partido que también logró 15 puntos y 7 rebotes. El 13 de noviembre, Robinson obtuvo su primera portada por Sports Illustrated como parte de un conjunto de cuatro versiones de portadas regionales que representan las mayores rivalidades del baloncesto universitario en la "College Basketball Edition Preview". Robinson y el jugador de Michigan State Spartans Gary Harris representaron la rivalidad de baloncesto de Michigan contra Michigan State en una de las cuatro versiones regionales. El 14 de noviembre, Robinson anotó 20 puntos consiguiendo 8 de 9 en tiros de campo y 4 rebotes contra Arizona en una derrota por 72-70. El 28 de diciembre contra Holy Cross, Robinson registro un récord personal de 23 puntos.
El 2 de enero en la apertura de la temporada de la Big Ten contra Minnesota, Robinson estableció un récord personal de 4 tapones a pesar de perderse los 17 minutos y 24 segundos finales del partido por una lesión en el tobillo izquierdo. El 5 de febrero, Robinson igualó su récord personal de 23 puntos contra Nebraska, cuando su equipo logró ganar el partido con mayor diferencia de puntos en la conferencia desde que venció a Indiana 112 por 64 el 22 de febrero de 1998. El 26 de febrero, Robinson lideró a su equipo con 17 puntos, incluyendo una canasta para ganar el partido sobre la bocina en la prórroga contra el antiguo equipo de su padre, Purdue, para ayudar a su equipo a superar la desventaja más grande de la temporada (19 puntos). El 8 de marzo, Robinson logró su cuarto partido de 20 puntos en la temporada para ayudar a Michigan a cerrar su temporada con una victoria 84 por 80 contra Indiana, Sus 20 puntos incluyeron un triple para desempatar el partido con 1:10 restante. Después de la temporada regular, recibió una mención honorable de la Big Ten Conference en la selección por los entrenadores y los medios.
Michigan jugó sus dos primeros partidos del Campeonato de la División I de Baloncesto Masculino de la NCAA de 2014 en el Bradley Center de Milwaukee, el cual fue el propio terreno de juego para el padre de Robinson, Glenn Robinson durante casi toda su carrera en la National Basketball Association (NBA) como miembro de los Milwaukee Bucks. En los dos partidos en el Bradley Center contra Wofford y Texas, Robinson anotó 14 puntos en cada partido y promedió 6 rebotes. En las semifinales de la región medio oeste en la ronda "Sweet 16", se enfrentó al excompañero de cuarto de su padre en Purdue y entrenador de Tennessee Cuonzo Martin. Robinson anotó 13 puntos para ayudar a Michigan ha avanzar en el torneo. El equipo de 2013-14 fue eliminado en las finales de la región mediooeste en la ronda "élite 8" del Campeonato de la División I de Baloncesto Masculino de la NCAA de 2014 por Kentucky.

#### Estadísticas
| Año     | Equipo   | PJ | PT | MPP  | %TC  | %3P  | %TL  | RPP | APP | ROB | TPP | PPP  |
| ------- | -------- | -- | -- | ---- | ---- | ---- | ---- | --- | --- | --- | --- | ---- |
| 2012–13 | Michigan | 39 | 39 | 33.6 | .572 | .324 | .676 | 5.4 | 1.1 | 1.0 | .3  | 11.0 |
| 2013–14 | Michigan | 37 | 37 | 32.3 | .488 | .306 | .757 | 4.4 | 1.2 | .9  | .3  | 13.1 |
| Total   | Total    | 76 | 76 | 33.0 | .525 | .313 | .718 | 4.9 | 1.1 | 1.0 | .3  | 12.0 |

#### Draft de la NBA de 2014
El 15 de abril, Robinson en una conferencia de prensa conjunta con Stauskas, anunció que se presentaba al Draft de la NBA de 2014. Durante sus dos años con Michigan, la universidad vivió su mejor racha histórica de victorias en dos años, con un total de 59.
Robinson fue seleccionado en la segunda ronda en el puesto número 40 por los Minnesota Timberwolves. Sus compañeros de equipo Nik Stauskas y Mitch McGary también fueron seleccionados; esta era la primera vez que Michigan tuvo al menos tres seleccionados en el draft desde 1990. Como Trey Burke y Tim Hardaway Jr. fueron seleccionados el año anterior, cada jugador que fue titular en la final del Campeonato de la División I de Baloncesto Masculino de la NCAA de 2013 fueron seleccionados ya fuera en el Draft de la NBA de 2013 o de 2014.

### Profesional
Robinson se unió a los Timberwolves para la NBA Summer League, formando parte finalmente de los 15 que comenzaron la temporada 2014-15 de la NBA.
El 5 de marzo de 2015 fue despedido por los Wolves, y dos días después fue reclamado por los Philadelphia 76ers.
En julio de 2015 firmó por tres temporadas con los Indiana Pacers.
Tras tres temporadas en Indiana, el 7 de julio de 2018 firmó como agente libre por los Detroit Pistons.
Después de una temporada en Detroit, el 2 de julio de 2019 firmó un contrato por 2 años con Golden State Warriors.
En Oakland consigue la titularidad, y firma su mejor temporada como profesional, con los mejores porcentajes de su carrera y la mayor aportación en la pista, pero el 5 de febrero de 2020 es traspasado, junto con Alec Burks, a Philadelphia 76ers a cambio de futuras rondas de draft.
Tras unos meses en Philadelphia, el 29 de noviembre de 2020, firma un contrato de un año con Sacramento Kings. Pero el 24 de febrero, tras 23 encuentros, es cortado por lo Kings.
Durante el verano de 2023 realiza entrenamientos con varios equipos NBA, como Golden State Warriors o Boston Celtics, buscando hacerse un hueco en alguna plantilla de cara a la temporada 2023-24. Finalmente, el 19 de octubre, firma un contrato no garantizado con Milwaukee Bucks, pero fue despedido dos días después. El 10 de noviembre fue incluido en la lista de la noche inaugural de los Wisconsin Herd.
En julio de 2024 firma por los Magnolia Chicken Timplados Hotshots de la PBA filipina, que disputa la PBA Governors' Cup. En septiembre de ese mismo año es reemplazado por Shabazz Muhammad.

## Estadísticas de su carrera en la NBA

### Temporada regular
| Año     | Equipo       | PJ  | PT  | MPP  | %TC  | %3P  | %TL  | RPP | APP | ROB | TPP | PPP  |
| ------- | ------------ | --- | --- | ---- | ---- | ---- | ---- | --- | --- | --- | --- | ---- |
| 2014-15 | Minnesota    | 25  | 0   | 4.3  | .333 | .167 | .750 | .6  | .1  | .1  | .0  | 1.2  |
| 2014-15 | Philadelphia | 10  | 1   | 15.3 | .419 | .308 | .500 | 2.5 | .8  | .3  | .1  | 4.4  |
| 2015-16 | Indiana      | 45  | 4   | 11.3 | .430 | .378 | .692 | 1.5 | .6  | .4  | .2  | 3.8  |
| 2016-17 | Indiana      | 69  | 27  | 20.7 | .467 | .392 | .711 | 3.6 | .7  | .6  | .3  | 6.1  |
| 2017-18 | Indiana      | 23  | 1   | 14.7 | .424 | .412 | .818 | 1.6 | .7  | .6  | .0  | 4.1  |
| 2018-19 | Detroit      | 47  | 18  | 13.0 | .420 | .290 | .800 | 1.5 | .4  | .3  | .2  | 4.2  |
| 2019-20 | Golden State | 48  | 48  | 31.6 | .481 | .400 | .851 | 4.7 | 1.8 | .9  | .3  | 12.9 |
| 2019-20 | Philadelphia | 14  | 4   | 19.3 | .518 | .333 | .917 | 3.1 | .8  | .6  | .1  | 7.7  |
| 2020-21 | Sacramento   | 23  | 2   | 16.0 | .424 | .364 | .913 | 2.0 | .9  | .2  | .1  | 5.3  |
| Total   | Total        | 304 | 105 | 17.4 | .457 | .373 | .779 | 2.6 | .8  | .5  | .2  | 5.9  |

### Playoffs
| Año   | Equipo  | PJ | PT | MPP  | %TC   | %3P   | %TL   | RPP | APP | ROB | TPP | PPP |
| ----- | ------- | -- | -- | ---- | ----- | ----- | ----- | --- | --- | --- | --- | --- |
| 2016  | Indiana | 4  | 0  | 2.6  | .750  | .000  | 1.000 | .0  | .0  | .0  | .3  | 1.8 |
| 2017  | Indiana | 3  | 0  | 10.4 | 1.000 | 1.000 | .500  | 1.0 | .3  | .0  | .0  | 5.0 |
| 2018  | Indiana | 2  | 0  | 3.0  | 1.000 | –     | –     | .5  | .0  | .0  | .0  | 1.0 |
| 2019  | Detroit | 3  | 0  | 12.0 | .267  | .125  | 1.000 | 2.3 | .7  | .7  | .0  | 4.3 |
| Total | Total   | 12 | 0  | 6.9  | .538  | .300  | .857  | .9  | .3  | .2  | .1  | 3.1 |

## Vida personal
Robinson es hijo de Shantelle Clay (también conocida como Shantelle Clay-Irving) y de Glenn Robinson, quien fue Indiana Mr. Basketball, Jugador Universitario Nacional del Año, primera elección del draft, All-Star y Campeón de la NBA, donde disputó 11 temporadas. 
Tiene una estrecha relación con su abuela materna, Carolyn Crawford.
Su hermano pequeño, Gelen, es campeón universitario de lucha. Y su hermana pequeña, Jaimie, hace atletismo.
Los apodos de Robinson son "Trey" y "GR3."